# Sabri Dino
Sabri Dino (* 1. Januar 1942 in Istanbul; † 14. Januar 1990 ebenda) war ein türkischer Fußballtorhüter und Unternehmer. Durch seine langjährige Tätigkeit für Beşiktaş Istanbul wird er sehr stark mit diesem Verein assoziiert und gilt als einer der wichtigsten Torhüter der Vereinsgeschichte. Er ist nach Necmi Mutlu der Torhüter mit den zweitmeisten Erstligaeinsätzen für Beşiktaş und befindet sich in der Liste der Spieler mit den meisten Erstligaeinsätzen für diesen Verein auf dem 20. Platz. Nach dem Ende seiner Fußballkarriere startete er erfolgreich ein Textilunternehmen.

## Spielerkarriere

### Verein
Dino begann mit dem Vereinsfußball als 14-Jähriger beim örtlichen Verein Tarabya SK. Anschließend spielte er für die Nachwuchsabteilung des türkischen Traditionsvereins Galatasaray Istanbul. Hier wurde er mit weiteren Nachwuchsspielern vom Cheftrainer der Profimannschaft, Gündüz Kılıç, in das Aufgebot des Sommertrainingscamps aufgenommen. Im Rahmen dieses Camps nahm die Mannschaft auch am nach-saisonalen Cemal-Gürsel-Pokal teil, einem dem damaligen türkischen Ministerpräsidenten Cemal Gürsel gewidmeten Pokal. Dino wurde in der Begegnung vom 22. Juni 1960 gegen eine Izmir-Auswahl für den türkischen Nationaltorhüter Turgay Şeren eingewechselt und absolvierte damit sein erstes und einziges Spiel für Galatasaray. Bei Galatasaray gab es neben Turgay Şeren, der zu dieser Zeit sowohl beim Klub als auch in der Nationalmannschaft unumstritten gesetzt war, die Torhüter Bülent Gürbüz, Yüksel Alkan und Sedat Günertem. So gelang es Dino bis zum Sommer 1962 nicht, in den Kaderplanungen Berücksichtigung zu finden. Zudem verpflichtete Galatasaray im Sommer 1962 den Torhüter Altay Yavuzarslan.
Nachdem Dino bis zum Sommer 1963 der Durchbruch bei Galatasaray nicht gelungen war, wechselte er im Sommer 1963 zum Istanbuler Erstligisten Beyoğluspor. Bei diesem Verein setzte er sich gegenüber Aleko Somiyadinis als Stammtorhüter durch. Bis zum Saisonende absolvierte er 28 Ligaspiele.
In der Sommertransferperiode 1964 war bei Beşiktaş Istanbul der Stammtorhüter Özcan Arkoç ins Ausland gewechselt, wodurch der Verein nach einem Ersatz für Arkoç suchte. So verpflichtete der Verein im Sommer 1964 Dino. Bei Beşiktaş war Dino erst hinter Necmi Mutlu als Ersatzkeeper gesetzt und absolvierte in seiner ersten Saison sieben Ligaspiele für seinen neuen Verein. Die Situation änderte sich bis in die Saison 1967/68 nicht. Während dieser Zeit gewann er mit seiner Mannschaft mehrere Titel. U. a. wurde in den Spielzeiten 1965/66 und 1966/67 die türkische Meisterschaft gewonnen. Darüber hinaus holte die Mannschaft in der Saison 1965/66 den TSYD-Istanbul-Pokal und den Spor-Toto-Pokal. Im Laufe der Saison 1967/68 verdrängte Dino schließlich Mutlu und spielte bis zur letzten Saison seiner Karriere als Stammtorhüter Beşiktaş'. In seiner letzten Saison wurde er von Mete Bozkurt von dieser Position verdrängt. Im Sommer 1975 beendete er nach elfjähriger Tätigkeit für Beşiktaş seine Laufbahn. Nach der letzten errungenen Meisterschaft mit Beşiktaş im Jahr 1967 gelang Dinos Mannschaft keine weitere türkische Meisterschaft. Stattdessen holte der Klub diverse andere Pokale, wie den Türkischen Fußballpokal, Präsidenten-Pokal, TSYD-Istanbul-Pokal und Premierminister-Pokal.

### Nationalmannschaft
Dino begann seine Karriere bei den türkischen Nationalmannschaften 1959 während seiner Zeit bei Galatasaray Istanbul mit einem Einsatz für die türkische U-18-Nationalmannschaft.
Nach seinen überzeugenden Leistungen bei Beşiktaş Istanbul begann er ab 1965 und 1969 für die türkische U-21-Nationalmannschaft zu spielen, obwohl er in allen U-21-Einsätzen deutlich über 21 Jahre alt war.
Nachdem Dino auch in der U-21-Nationalmannschaft überzeugen konnte, wurde er vom türkischen Nationaltrainer Abdulah Gegić in das Turnieraufgebot der türkischen Nationalmannschaft für den ECO-Cup 1969 nominiert. Gegić nominierte für dieses Turnier neben einigen wenigen gestandenen Nationalspielern überwiegend Spieler, die bisher keine Berücksichtigung für die Nationalmannschaften gefunden hatten. Dino wurde mit seinem Team Mannschaft-Turniersieger. Während dieses Turniers gab er gegen die Iranische Nationalmannschaft sein A-Länderspieldebüt.
Nach dieser Begegnung wurde er drei Jahre lang nicht mehr für die A-Nationalmannschaft berücksichtigt. Erst nachdem der langjährige Nationaltorhüter Ali Artuner im Winter 1971 seine Nationalmannschaftskarriere beendet hatte, stieg Dino zusammen mit Yasin Özdenak zum Nationaltorhüter auf. Beide teilten sich bis zum Jahr 1975 abwechselnd das Tor der Nationalmannschaft.
Dino macht im Nationaltrikot im WM1974-Qualifikationsspiel auswärts gegen die Italienische Nationalmannschaft auf sich aufmerksam. In dieser Partie spielten die Italiener über die gesamte Spiellänge überlegen, scheiterten aber immer wieder am starken Dino. Das Spiel endete 0:0. Am nächsten Tag wurde Dino als Held gefeiert und erhielt sowohl von der türkischen als auch von der italienischen Fachpresse sehr gute Kritiken. Mit diesem Spiel wird er heute noch assoziiert.
1974 nahm er mit der Türkei erneut am ECO-Cup teil und konnte mit seiner Mannschaft erneut als Turniersieger hervorgehen.
Sein letztes Länderspiel machte er am 2. April 1975 gegen die Fußballnationalmannschaft der UdSSR.

## Unternehmerkarriere

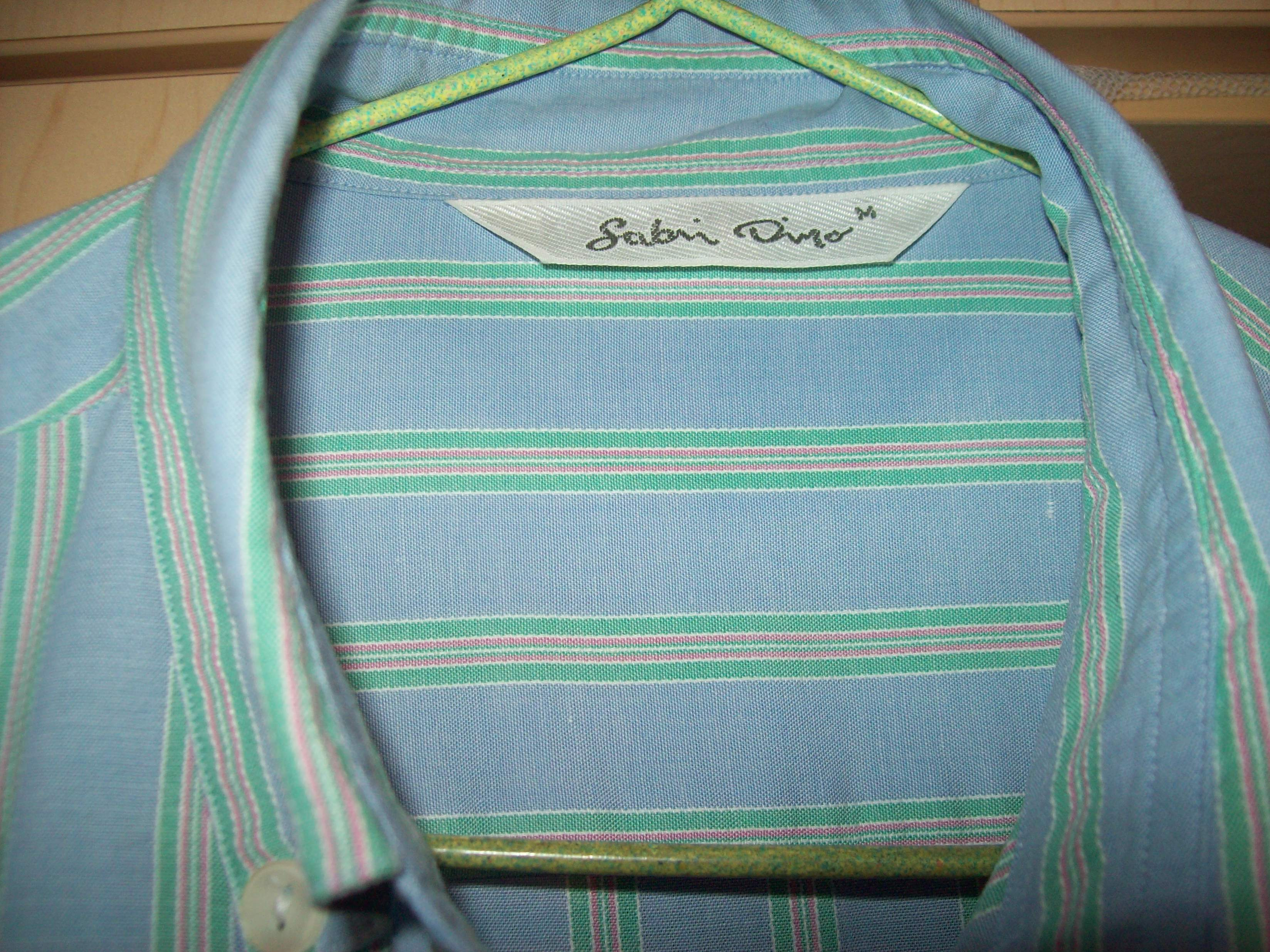
Ein Hemd der Marke Sabri Dino

Nach dem Ende seiner Fußballkarriere war Dino in der Textilbranche tätig und gründete die nach ihm benannte und sich auf das Herstellen von Hemden spezialisierte Marke Sabri Dino. Mit dieser Marke erzielte er in den 1970er und 1980er Jahren besonders in der Türkei große Erfolge.
Nachdem gegen Ende der 1980er-Jahre Dino einige wirtschaftliche Misserfolge erlebt hatte, nahm er sich durch einen Sprung von der Bosporus-Brücke am 14. Januar 1990 das Leben.

## Erfolge
Mit Beşiktaş Istanbul
- Türkischer Meister: 1965/66, 1966/67
- Türkischer Pokalsieger: 1974/75
- Präsidenten-Pokalsieger: 1966/1967, 1973/74
- Premierminister-Pokalsieger: 1973/74
- TSYD-Istanbul-Pokal: 1965/66, 1971/72
- Spor-Toto-Pokal: 1965/66, 1969/70

Türkische Nationalmannschaft
- ECO-Cup-Sieger: 1969, 1974